# امکاندکارا
امکاندکارا (به انگلیسی: Ammakandakara) یک منطقهٔ مسکونی در هند است که در کرالا واقع شده‌است.